# Åsenfjord
Der Åsenfjord ist ein östlicher Ausläufer des Trondheimfjords in der norwegischen Provinz Trøndelag.

## Geografie
Er befindet sich nordöstlich von Trondheim zwischen Frosta, Skatval und Åsen auf dem Gebiet der Gemeinden Frosta, Stjørdal und Levanger und schließt sich in allgemein nordöstlicher Richtung an den Strindfjord an, einen Teilabschnitt des Trondheimfjords in dessen Südbereich. Er ist verhältnismäßig flach, mit Tiefen um 60 Meter im Eingangsbereich und bis zu 20 m im Innenbereich.
Zu seinen Nebenarmen zählen der Lofjord, der Fættenfjord und der Avikfjord.

## Geschichtliches
Vom 16. Januar bis zum 2. Juli 1942 ankerte das deutsche Schlachtschiff Tirpitz im Åsenfjord bzw. in dessen Seitenarm Fættenfjord. Die Lage innerhalb des schmalen und von hohen Bergketten umgebenen Fjords machte Luftangriffe auf das Schiff sehr schwer, und vier Angriffe der Royal Air Force in dieser Zeit blieben erfolglos. 17 Bomben- und Jagdflugzeuge gingen dabei verloren und 64 Mann ihrer Besatzungen verloren ihr Leben.